# Грос-Ниндорф (Мекленбург)
Грос-Ниндорф (нем. Groß Niendorf) — община в Германии, в земле Мекленбург-Передняя Померания.
Входит в состав района Пархим. Подчиняется управлению Пархимер Умланд. Население составляет 229 человек (на 31 декабря 2010 года). Занимает площадь 15,76 км².